# صبير عجيب
صبير عجيب (الاسم العلمي:Opuntia mira) هو نوع من النباتات يتبع جنس الصبير من الفصيلة الصبارية.